# Óriás-keresztespók
Az óriás-keresztespók (Araneus grossus) dél- és közép-európai elterjedésű pókfaj. A Kárpát-medence egyik legnagyobb pókja.

## Megjelenése
Az óriás-keresztespók tömegét tekintve a Kárpát-medence legnagyobb pókfaja (a szongáriai cselőpók hosszabb nála, de az jóval karcsúbb). Igen jelentős az ivari dimorfizmus: míg a hím testhossza kb. 11 mm, a nőstényé elérheti a 25 mm-t is. Előteste barna színű, világos széllel. Szemrégiója sárgás és világos szőrökkel dúsan benőtt. Utótestének hasi oldala sötétebb szélű sárgásbarna. Csáprágói barnák. Lábai barnák, halványan gyűrűzöttek. Utóteste erősen domború, világosbarna alapú, sötétebb barna mintázattal. Az utótest elülső részén két kiemelkedő csúcs található, közöttük egy feltűnő, világos gyűrűjű, sötétbarna, szinte szabályos kör alakú folttal.

## Elterjedése és életmódja
Alapvetően dél-európai, mediterrán faj; Franciaországtól Közép-Ázsiáig terjedt el. Elterjedésének északi határa a Kárpát-medence. Ausztriában már csak két alkalommal észlelték. Magyarországon a Dunántúli-középhegység elszórt pontjairól ismert, de kimutatták a Gödöllői-dombságból és az Aggteleki-karsztról is. Előfordul többek között a Budai Sas-hegy Természetvédelmi Területen is.
Szubmediterrán klímájú cserjések, magas füvű sztyepprétek, karsztbokorerdők lakója lakója, ahol akár egy méteres átmérőjű, kimondottan erős szálú hálót sző, amiben lepkék, szitakötők, egyenesszárnyúak is fennakadnak.
Magyarországon védett, természetvédelmi értéke 5000 Ft.